# Svein Arne Hansen
Svein Arne Hansen (Bygdøy, 6 maggio 1946 – Oslo, 20 giugno 2020) è stato un dirigente sportivo norvegese, dal 2015 fino alla morte presidente della European Athletic Association.

## Biografia
Fu direttore di gara dei Bislett Games e nel 2003 assunse la carica di presidente della Norges Fri-Idrettsforbund (la federazione nazionale di atletica leggera della Norvegia), fino alla sua elezione a presidente della European Athletic Association, dove prima ricopriva la carica di vicepresidente.